# Skala (musik)
Skala, är en serie toner, som utgör ett tonförråd. Ett närbesläktat begrepp är modus.
I västerländsk musik används framförallt durskalor och mollskalor. Andra skalor är den kromatiska skalan, pentatoniska skalor, kyrkotonala skalor och orientaliska skalor. 
Andra exempel på tonskalor:
- Kyrkotonarter (modala skalor) används idag i jazzimprovisation, förr i medeltida musik
- Hexatonisk skala
- Heptatonisk skala (ibland kallad septatonisk)
- Heltonsskala, bland annat impressionisterna Claude Debussy, Maurice Ravel
- Kvartstonskala
- Indiska tonskalor, se raga och mikrointervall
- Arabiska tonskalor, se mikrointervall
- Orientaliska skalor, kännetecknas ofta av kvartstoner